# Columbia Pictures
Columbia Pictures är ett amerikanskt filmbolag som grundades 1918 av Harry Cohn, Jack Cohn och Joe Brandt. Bolaget hette till en början CBC Film Sales. Bolaget förde en tynande tillvaro i sin början och hade ett skamfilat rykte. Man organiserade om bolaget genom att bröderna Cohn köpte ut Brandt. Harry blev studiochef i Hollywood medan Jack blev försäljningschef i New York.
1924 bytte bolaget namn till Columbia Pictures Corporation. Bolaget har den amerikanska nationalpersonifikationen Columbia i både namn och logotyp. Dess storhetstid började inte förrän man involverade regissören Frank Capra till bolaget. Under andra världskriget hade bolagets filmer stor draghjälp av dess största stjärna Rita Hayworth.
1982 köptes Columbia upp av Coca-Cola Company. 1989 såldes bolaget till Sony, och ingår sedan dess i Sony Pictures Entertainment (SPE). SPE äger även TriStar Pictures och Sony Pictures Animation.

## Långfilmer i urval
Columbia Pictures har bland annat lanserat:

- 1934 – Det hände en natt
- 1936 – En gentleman kommer till stan
- 1937 – Bortom horisonten
- 1938 – Komedien om oss människor
- 1939 – Mr. Smith i Washington
- 1941 – 49:de breddgraden
- 1941 – Min ande på villovägar
- 1942 – Han kom om natten
- 1946 – Gilda
- 1950 – Alla kungens män
- 1953 – Härifrån till evigheten
- 1953 – Miss Sadie Thompson
- 1953 – Salome - danserskan
- 1953 – Vild ungdom
- 1954 – Myteriet på Caine
- 1954 – Storstadshamn
- 1957 – 3:10 till Yuma
- 1957 – Bron över floden Kwai
- 1958 – Hokus pokus
- 1958 – Sinbads tusen äventyr
- 1959 – Analys av ett mord
- 1961 – En fläck i solen
- 1961 – Kanonerna på Navarone
- 1962 – Lawrence av Arabien
- 1963 – Bye Bye Birdie
- 1963 – Det gyllene skinnet
- 1964 – Dr. Strangelove
- 1965 – Cat Ballou skjuter skarpt
- 1965 – Samlaren
- 1966 – Den djävulska jakten
- 1967 – Casino Royale
- 1967 – Gissa vem som kommer på middag
- 1967 – Så tuktas en argbigga
- 1968 – Funny Girl
- 1968 – Oliver!
- 1969 – Easy Rider
- 1969 – Kaktusblomman
- 1970 – Cromwell
- 1970 – Five Easy Pieces
- 1970 – Waterloo[5]
- 1971 – Den sista föreställningen
- 1971 – Nikolaus och Alexandra
- 1972 – Livet é python
- 1973 – Bortom horisonten
- 1974 – Benknäckargänget
- 1974 – Sinbads fantastiska resa
- 1974 – Täcknamn Odessa
- 1975 – Funny Lady
- 1975 – Mannen som ville bli kung[6]
- 1975 – Shampoo
- 1976 – Robin Hood – äventyrens man
- 1976 – Taxi Driver
- 1977 – Närkontakt av tredje graden
- 1977 – Sinbad och tigerns öga
- 1978 – Midnight Express
- 1978 – Styrka 10 från Navarone
- 1979 – 1941 – Ursäkta var är Hollywood?
- 1979 – Kramer mot Kramer
- 1979 – Showtime
- 1980 – Den blå lagunen
- 1980 – Dårfinkarna
- 1981 – Lumparkompisar
- 1982 – Annie
- 1982 – Gandhi
- 1982 – Tootsie
- 1983 – Blue Thunder
- 1983 – Christine
- 1983 – Krull
- 1983 – Människor emellan
- 1983 – Timmarna med Rita
- 1984 – En ryss i New York
- 1984 – Ghostbusters – Spökligan
- 1984 – Karate Kid: Sanningens ögonblick
- 1984 – Mot alla odds
- 1985 – St. Elmo's Fire
- 1984 – Starman
- 1985 – Silverado
- 1985 – Vita nätter
- 1986 – Karate Kid II: Mästarprovet
- 1986 – Stand by Me
- 1987 – I skuggan av ett brott
- 1987 – La Bamba
- 1987 – Roxanne
- 1988 – Baron Münchausens äventyr
- 1988 – Min fru är en utomjording
- 1988 – Pippi Långstrump – starkast i världen
- 1988 – Spioner i familjen
- 1989 – Ghostbusters 2
- 1989 – Håll tassarna borta från min dotter
- 1990 – Uppvaknanden
- 1990 – Vykort från drömfabriken
- 1991 – Boyz n the Hood
- 1991 – City Slickers – Jakten på det försvunna leendet
- 1991 – Tidvattnets furste
- 1991 – Tillbaka till den blå lagunen
- 1992 – Bram Stokers Dracula
- 1992 – På heder och samvete
- 1992 – Slumpens hjälte
- 1992 – Tjejligan
- 1993 – Den siste actionhjälten
- 1993 – Geronimo
- 1993 – I skottlinjen
- 1993 – Måndag hela veckan
- 1993 – Striking Distance
- 1993 – Återstoden av dagen
- 1994 – City Slickers II – Jakten på Curlys guld
- 1994 – Karate Kid: Mästarens nya elev
- 1994 – Wolf
- 1995 – Bad Boys
- 1995 – Den förste riddaren
- 1995 – Desperado
- 1995 – Förnuft och känsla
- 1995 – Nätet
- 1996 – Cable Guy
- 1996 – Den edsvurna
- 1996 – Den onda cirkeln
- 1996 – Larry Flynt – skandalernas man
- 1997 – Air Force One[7]
- 1997 – Anaconda
- 1997 – En fiende ibland oss
- 1997 – Gattaca
- 1997 – Jag vet vad du gjorde förra sommaren
- 1997 – Men in Black
- 1998 – Jag vet fortfarande vad du gjorde förra sommaren
- 1998 – Les Misérables
- 1998 – The Replacement Killers
- 1998 – Vid din sida
- 1998 – Wild Things
- 1999 – 200-årsmannen[8]
- 1999 – Big Daddy
- 1999 – I samlarens spår[9]
- 1999 – Mupparna i rymden
- 1999 – Stuart Little
- 1999 – Stulna år
- 1999 – Super 8
- 2000 – 28 dagar
- 2000 – Charlies änglar
- 2000 – Erin Brockovich[10]
- 2000 – Hollow Man
- 2000 – Patrioten
- 2000 – Vem är Forrester?
- 2001 – Ali
- 2001 – America's Sweethearts
- 2001 – Black Hawk Down
- 2001 – Bröllopsfixaren
- 2001 – En riddares historia
- 2001 – Joe Dirt
- 2001 – Not Another Teen Movie
- 2001 – Vertical Limit
- 2002 – I Spy
- 2002 – Men in Black II
- 2002 – Panic Room
- 2002 – Snygg, sexig och singel
- 2002 – Spider-Man
- 2002 – Stuart Little 2
- 2002 – xXx
- 2003 – Bad Boys II
- 2003 – Big Fish
- 2003 – Charlies änglar – Utan hämningar
- 2003 – Galen i kärlek[11]
- 2003 – Gothika[12]
- 2003 – S.W.A.T.
- 2003 – Terminator 3 – Rise of the Machines[13]
- 2004 – 13 snart 30
- 2004 – 50 First Dates
- 2004 – Closer
- 2004 – Secret Window
- 2004 – Spider-Man 2
- 2005 – En förtrollad romans
- 2005 – Fun with Dick and Jane
- 2005 – Hitch – Din guide till en lyckad date
- 2005 – Legenden om Zorro
- 2005 – Zathura – Ett rymdäventyr
- 2005 – xXx 2 – The Next Level
- 2006 – Casino Royale[14]
- 2006 – Da Vinci-koden
- 2006 – Marie Antoinette
- 2006 – Talladega Nights: The Ballad of Ricky Bobby
- 2007 – Ghost Rider
- 2007 – Spider-Man 3
- 2008 – Hancock
- 2008 – Vantage Point
- 2009 – 2012
- 2009 – Terminator Salvation[15]
- 2009 – The International
- 2009 – Änglar och demoner
- 2010 – The Karate Kid
- 2010 – Salt
- 2010 – Social Network
- 2010 – The Tourist
- 2011 – Battle: Los Angeles
- 2011 – Tintins äventyr: Enhörningens hemlighet[16]
- 2011 – The Girl with the Dragon Tattoo[17]
- 2012 – Django Unchained
- 2012 – Ghost Rider: Spirit of Vengeance
- 2012 – Men in Black III
- 2012 – The Amazing Spider-Man
- 2012 – Total Recall
- 2012 – Zero Dark Thirty
- 2013 – American Hustle
- 2013 – Captain Phillips
- 2013 – White House Down
- 2014 – Sex Tape
- 2014 – The Amazing Spider-Man 2
- 2014 – The Equalizer
- 2014 – The Interview
- 2015 – Chappie
- 2015 – Pixels
- 2016 – Ghostbusters
- 2016 – The Angry Birds Movie
- 2016 – The Magnificent Seven[18]
- 2017 – Jumanji: Welcome to the Jungle
- 2017 – Life
- 2017 – Spider-Man: Homecoming[19]
- 2017 – The Dark Tower
- 2018 – Alpha
- 2018 – Holmes & Watson
- 2018 – Pelle Kanin
- 2018 – The Girl in the Spider's Web
- 2018 – Venom
- 2019 – Charlie's Angels
- 2019 – Jumanji: The Next Level
- 2019 – Once Upon a Time in Hollywood
- 2019 – Spider-Man: Far From Home
- 2019 – The Angry Birds Movie 2
- 2020 – Bad Boys for Life
- 2021 – Ghostbusters: Afterlife
- 2021 – Pelle Kanin 2 – På rymmen
- 2021 – Spider-Man: No Way Home
- 2022 – A Man Called Otto
- 2022 – Bullet Train
- 2022 – Morbius
- 2022 – Uncharted
- 2023 – Anyone But You
- 2023 – Gran Turismo
- 2023 – Napoleon
- 2024 – Bad Boys: Ride or Die
- 2024 – Ghostbusters: Frozen Empire
- 2024 – Katten Gustaf – Filmen
- 2024 – Venom: The Last Dance